# Liste der Flotten der Kaiserlich Japanischen Marine
Dies ist eine Liste der Flotten der Kaiserlich Japanischen Marine. Diese Marine existierte von 1868 bis 1945, bis sie im Zuge der Kapitulation Japans im Pazifikkrieg aufgelöst wurde.

## Hochrangige Flotten

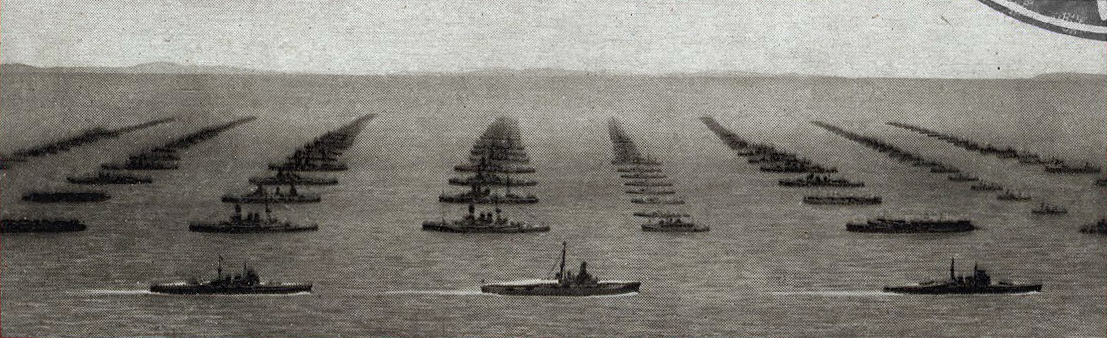
Spezielle Marineparade der Kaiserlich Japanischen Marine zur Zeremonie des 2600. Jubiläums des japanischen Kaisertums 1940.

Diese Flotten standen unter dem Kommando des Marineministeriums, des Kaiserlichen Hauptquartiers oder des Admiralstabs der Kaiserlichen Japanischen Marine.

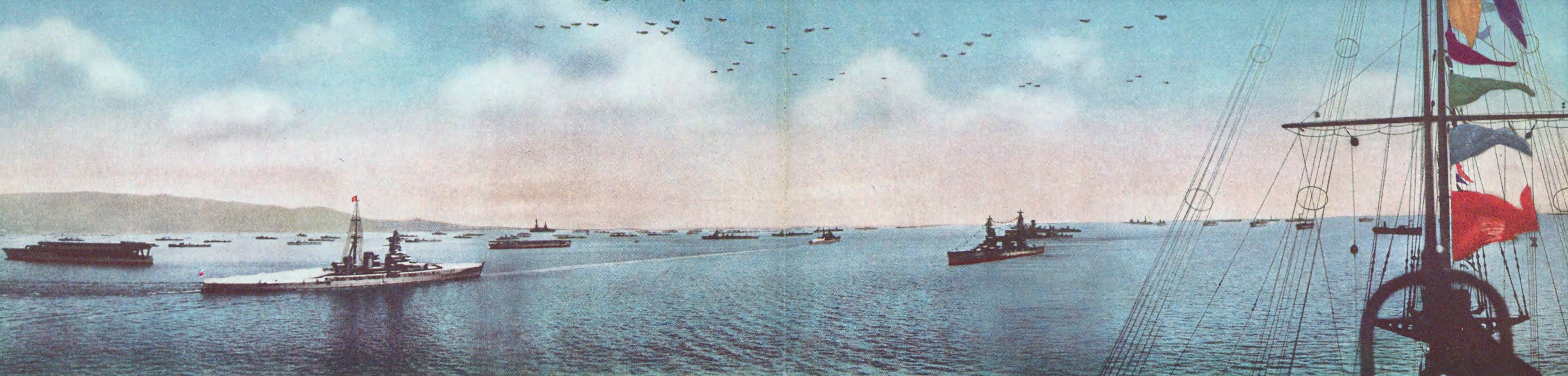
Parade der Japanischen Marine - 1937

| Bezeichnung                 | Japanisch                        | von               | bis               | Anmerkung |
| --------------------------- | -------------------------------- | ----------------- | ----------------- | --- |
| Nördliche Expeditionsflotte | 北伐艦隊, Hokubatsu Kantai       | 9. März 1869      | 27. Juli 1870     | |
| Flottille                   | 小艦隊, Shō-Kantai               | 28. Juli 1870     | 17. Mai 1872      | |
| Mittlere Flotte             | 中艦隊, Chū-Kantai               | 18. Mai 1872      | 25. Oktober 1875  | Die Flotte wurde am 28. Oktober 1875 in die Ost- und Westflotte aufgeteilt und anschließend vom 5. September 1876 bis 28. Dezember 1885 als Stationäre Flottille umorganisiert. |
| Ostflotte                   | 東部艦隊, Tōbu-Kantai            | 28. Oktober 1875  | 4. September 1876 | Die Flotte wurde am 5. September 1876 in die Mittlere Flotte integriert. |
| Westflotte                  | 西部艦隊, Seibu-Kantai           | 28. Oktober 1875  | 4. September 1876 | Die Flotte wurde am 5. September 1876 in die Mittlere Flotte integriert. |
| Kombinierte Flotte          | 聯合艦隊, Rengō Kantai           | 18. Juli 1894     | 15. November 1895 | |
| Kombinierte Flotte          | 聯合艦隊, Rengō Kantai           | 28. Dezember 1903 | 20. Dezember 1905 | |
| Kombinierte Flotte          | 聯合艦隊, Rengō Kantai           | 1. Dezember 1922  | 10. Oktober 1945  | |
| China-Regionalflotte        | 支那方面艦隊, Shina Hōmen Kantai | 20. Oktober 1937  | 9. September 1945 | |
| Geleitflotte                | 海上護衛総隊, Kaijō Goei Sōtai   | 15. November 1943 | 10. Oktober 1945  | |

## Mittelrangige Flotten
Diese Flotten standen unter dem Kommando einer höherrangigen Flotte und befehligten selbst eine oder mehrere niedrigrangige Flotten.
| Bezeichnung              | Japanisch                                       | von               | bis                | Anmerkung                                       |
| ------------------------ | ----------------------------------------------- | ----------------- | ------------------ | ----------------------------------------------- |
| Südwestflotte            | 南西方面艦隊, Nansei Hōmen Kantai               | 10. April 1942    | 3. September 1945  |                                                 |
| Südostflotte             | 南東方面艦隊, Nantō Hōmen Kantai                | 20. Dezember 1942 | 3. September 1945  |                                                 |
| Nordostflotte            | 北東方面艦隊, Hokutō Hōmen Kantai               | 5. August 1943    | 5. Dezember 1944   |                                                 |
| 1. Mobile Flotte         | 第一機動艦隊, Dai-Ichi Kidō Kantai              | 1. März 1944      | 15. November 1944  | Zusammengestellt aus der 2. und 3. Flotte       |
| Zentralpazifische Flotte | 中部太平洋方面艦隊, Chūbu Taiheiyō Hōmen Kantai | 4. Mai 1944       | 18. Juli 1944      |                                                 |
| 10. Regionalflotte       | 第十方面艦隊, Dai-Jū Hōmen Kantai               | 5. Februar 1945   | 12. September 1945 | Entstanden aus den Überresten der Südwestflotte |

## Niedrigrangige Flotten
Diese hatten im Allgemeinen keine anderen Flotten unter ihrem Kommando.
| Bezeichnung                          | Japanisch                              | von                | bis                | Anmerkung |
| ------------------------------------ | -------------------------------------- | ------------------ | ------------------ | --- |
| Stationäre Flottille                 | 常備小艦隊, Jōbi Shō-Kantai            | 28. Dezember 1885  | 29. Juli 1889      | Umorganisiert zur Stationären Flotte                                                                                                  |
| Stationäre Flotte                    | 常備艦隊, Jōbi Kantai                  | 29. Juli 1889      | 28. Dezember 1903  | Umorganisiert zur 1. und 2. Flotte |
| Bewachungsflotte                     | 警備艦隊, Keibi Kantai                 | 13. Juli 1894      | 19. Juli 1894      | Abgespalten von der Stationären Flotte und dann umorganisiert zur Westmeerflotte                                                      |
| Westmeerflotte                       | 西海艦隊, Saikai Kantai                | 19. Juli 1894      | 15. November 1895  | Umorganisiert aus der Bewachungsflotte                                                                                                |
| 1. Flotte                            | 第一艦隊, Dai-Ichi Kantai              | 28. Dezember 1903  | 25. Februar 1944   | Aufgestellt aus der Stationären Flotte als Schlachtschiffflotte. Die Flotte wurde im Verlauf mehrfach umgruppiert.                    |
| 2. Flotte                            | 第二艦隊, Dai-Ni Kantai                | 28. Dezember 1903  | 20. April 1945     | Aufgestellt aus der Stationären Flotte                                                                                                |
| 3. Flotte                            | 第三艦隊, Dai-San Kantai               | 28. Dezember 1903  | 20. Dezember 1905  | Aufgestellt als Bedarfsflotte |
| 3. Flotte                            | 第三艦隊, Dai-San Kantai               | 24. Dezember 1908  | 24. Dezember 1915  | Gebildet aus der Nansei-Flotte (Südliche Qing-Flotte)                                                                                 |
| 3. Flotte                            | 第三艦隊, Dai-San Kantai               | 25. Dezember 1915  | 1. Dezember 1922   | |
| 3. Flotte                            | 第三艦隊, Dai-San Kantai               | 2. Februar 1932    | 14. November 1939  | Umorganisiert zur 1. Chinesischen Expeditionsflotte am 15. November 1939                                                              |
| 3. Flotte                            | 第三艦隊, Dai-San Kantai               | 10. April 1941     | 9. März 1942       | Umbenannt in 2. Südliche Expeditionsflotte am 10. März 1942                                                                           |
| 3. Flotte                            | 第三艦隊, Dai-San Kantai               | 14. Juli 1942      | 15. Dezember 1944  | Gebildet aus der 1. Luftflotte |
| 4. Flotte                            | 第四艦隊, Dai-Yon Kantai               | 14. Juni 1905      | 20. Dezember 1905  | Aufgestellt für den Kampf um Sachalin                                                                                                 |
| 4. Flotte                            | 第四艦隊, Dai-Yon Kantai               | Ab 1933 jährlich   |                    | Temporär aufgestellt für eine große Übung der Marine                                                                                  |
| 4. Flotte                            | 第四艦隊, Dai-Yon Kantai               | 20. Oktober 1937   | 15. November 1939  | Am 15. November 1937 zur 3. Chinesischen Expeditionsflotte umorganisiert                                                              |
| 4. Flotte                            | 第四艦隊, Dai-Yon Kantai               | 15. November 1939  | 15. September 1945 | |
| 5. Flotte                            | 第五艦隊, Dai-Go Kantai                | 1. Februar 1938    | 14. November 1939  | Aufgestellt zur Verstärkung der Chinesischen Regionalflotte. Am 15. November 1937 zur 2. Chinesischen Expeditionsflotte umorganisiert |
| 5. Flotte                            | 第五艦隊, Dai-Go Kantai                | 25. Juli 1941      | 5. Februar 1945    | |
| 6. Flotte                            | 第六艦隊, Dai-Roku Kantai              | 15. November 1940  | 15. September 1945 | U-Boot-Flotte |
| 7. Flotte                            | 第七艦隊, Dai-Nana Kantai              | 15. April 1945     | 15. September 1945 | Minensuchflotte zur Kontrolle der Tsushima-Straße                                                                                     |
| 8. Flotte                            | 第八艦隊, Dai-Hachi Kantai             | 4. Juli 1942       | 8. September 1945  | Gegründet zur Bewachung der eroberten Gebiete im Südpazifik (auch Äußere Südseeflotte genannt)                                        |
| 9. Flotte                            | 第九艦隊, Dai-Kyū Kantai               | 15. November 1943  | 10. Juli 1944      | Operationsleitende Flotte für Neuguinea uter dem Oberkommando der Südostflotte                                                        |
| 1. Luftflotte                        | 第一航空艦隊, Dai-Ichi Kōkū Kantai     | 10. April 1941     | 14. Juli 1942      | Trägergestützte Einsatzgruppe |
| 1. Luftflotte                        | 第一航空艦隊, Dai-Ichi Kōkū Kantai     | 1. Juli 1943       | 15. Juni 1945      | Reorganisiert als landgestützte Luftflotte                                                                                            |
| 2. Luftflotte                        | 第二航空艦隊, Dai-Ni Kōkū Kantai       | 15. Juni 1944      | 8. Januar 1945     | Landgestützte Luftflotte |
| 3. Luftflotte                        | 第三航空艦隊, Dai-San Kōkū Kantai      | 10. Juli 1944      | 15. Okctober 1945  | Landgestützte Luftflotte |
| 5. Luftflotte                        | 第五航空艦隊, Dai-Go Kōkū Kantai       | 10. Februar 1945   | 10. Oktober 1945   | Landgestützte Luftflotte |
| 10. Luftflotte                       | 第十航空艦隊, Dai-Jū Kōkū Kantai       | 1. März 1945       | 10. Oktober 1945   | Landgestützte Luftflotte |
| 11. Luftflotte                       | 第十一航空艦隊, Dai-Jūichi Kōkū Kantai | 15. Januar 1941    | 6. September 1945  | Landgestützte Luftflotte |
| 12. Luftflotte                       | 第十二航空艦隊, Dai-Jūni Kōkū Kantai   | 18. Mai 1943       | 30. November 1945  | Landgestützte Luftflotte |
| 13. Luftflotte                       | 第十三航空艦隊, Dai-Jūsan Kōkū Kantai  | 20. September 1943 | 12. September 1945 | Landgestützte Luftflotte |
| 14. Luftflotte                       | 第十四航空艦隊, Dai-Jūyon Kōkū Kantai  | 4. März 1944       | 18. Juli 1944      | Landgestützte Luftflotte |
| Nansei-Flotte (Südliche Qing Flotte) | 南清艦隊, Nanshin Kantai               | 20. Dezember 1905  | 23. Dezember 1908  | Am 24. Dezember 1908 zur 3. Flotte umorganisiert                                                                                      |
| Chinesische Expeditionsflotte        | 遣支艦隊, Kenshi Kantai                | 10. August 1918    | 8. August 1919     | Am 10. August 1918 von der 7. Division neu organisiert und am 9. August 1919 in die 1. Expeditionsflotte umstrukturiert               |
| 1. Expeditionsflotte                 | 第一遣外艦隊, Dai-Ichi Kengai Kantai   | 9. August 1919     | 19. Mai 1933       | Von der Chinesischen Expeditionsflotte am 9. August 1919 umstrukturiert und am 20. Mai 1933 in die 11. Division umstrukturiert        |
| 2. Expeditionsflotte                 | 第二遣外艦隊, Dai-Ni Kengai Kantai     | 7. Februar 1917    | 30. November 1918  | Am 1. Dezember 1918 von der 1. Spezialeinsatzflotte umbenannt                                                                         |
| 2. Expeditionsflotte                 | 第二遣外艦隊, Dai-Ni Kengai Kantai     | 16. Mai 1927       | 20. April 1933     | |
| 1. Chinesische Expeditionsflotte     | 第一遣支艦隊, Dai-Ichi Kenshi Kantai   | 15. November 1939  | 19. August 1943    | Am 15. November 1939 von der 3. Flotte umbenannt und am 20. August 1943 als Basisstreitkraft Jangtse-Gebiet neu organisiert           |
| 2. Chinesische Expeditionsflotte     | 第二遣支艦隊, Dai-Ni Kenshi Kantai     | 15. November 1939  | 9. September 1945  | von 5. Flotte am 15. November 1939 umbenannt                                                                                          |
| 3. Chinesische Expeditionsflotte     | 第三遣支艦隊, Dai-San Kenshi Kantai    | 15. November 1939  | 9. April 1942      | Am 15. November 1939 von der 4. Flotte umbenannt und am 10. April 1942 als die Basisstreitkraft Qingdao neu organisiert               |
| Südliche Expeditionsflotte           | 南遣艦隊, Nanken Kantai                | 31. Juli 1941      | 2. Januar 1942     | Am 3. Januar 1942 in 1. Südliche Expeditionsflotte umbenannt                                                                          |
| 1. Südliche Expeditionsflotte        | 第一南遣艦隊, Dai-Ichi Nanken Kantai   | 3. Januar 1942     | 12. September 1945 | Von der Südlichen Expeditionsflotte umbenannt                                                                                         |
| 2. Südliche Expeditionsflotte        | 第二南遣艦隊, Dai-Ni Nanken Kantai     | 10. März 1942      | 3. September 1945  | Von der 3. Flotte umbenannt |
| 3. Südliche Expeditionsflotte        | 第三南遣艦隊, Dai-San Nanken Kantai    | 3. Januar 1942     | 3. September 1945  | |
| 4. Südliche Expeditionsflotte        | 第四南遣艦隊, Dai-Yon Nanken Kantai    | 30. November 1943  | 10. März 1945      | |
| 1. Geleitflotte                      | 第一護衛艦隊, Dai-Ichi Goei Kantai     | 10. Dezember 1944  | 25. August 1945    | Neu organisiert vom 1. Eskort-Geschwader                                                                                              |

1. ↑  Kern der 1. Luftflotte waren die sechs Flugzeugträger und 474 Kampfflugzeugen der 1., 2. und 4. Tragerdivision. Dazu gehörten die Akagi, Kaga, Sōryū, Hiryū, Ryūjō und ab dem 10. Dezember 1941 auch der Träger Taiyō.

## Temporäre Flotten
| Bezeichnung                                           | Japanisch                            | von               | bis                | Anmerkung |
| ----------------------------------------------------- | ------------------------------------ | ----------------- | ------------------ | --- |
| Spezialeinsatzflotte                                  | 特務艦隊, Tokumu Kantai              | 31. Januar 1905   | 4. November 1905   | Während des Russisch-Japanischen Kriegs umgebaute Handelskreuzerflotte                                                              |
| Trainingsflotte                                       | 練習艦隊, Renshū Kantai              | 20. Dezember 1905 | 20. September 1940 | Die Flotte wurde in jedem Jahr neu organisiert                                                                                      |
| Begleitflotte                                         | 接伴艦隊, Seppan Kantai              | 6. Oktober 1908   | 25. Oktober 1908   | Aufgestellt als Begleitflotte der US-amerikanischen Great White Fleet                                                               |
| Britische Expeditionsflotte (Satsuma Kadettenmission) | 遣英艦隊, Ken'ei Kantai              | 1. April 1911     | 12. November 1911  | organisiert für die Coronation Fleet Review von Georg V.                                                                            |
| 1. Spezialeinsatzflotte                               | 第一特務艦隊, Dai-Ichi Tokumu Kantai | 7. Februar 1917   | 30. November 1919  | Flotte für den uneingeschränkten U-Boot-Krieg im Ersten Weltkrieg. Sie wurde am 1. Dezember 1919 in 2. Expeditionsflotte umbenannt. |
| 2. Spezialeinsatzflotte                               | 第二特務艦隊, Dai-Ni Tokumu Kantai   | 7. Februar 1917   | 20. Juli 1919      | Flotte für den uneingeschränkten U-Boot-Krieg im Ersten Weltkrieg                                                                   |
| 3. Spezialeinsatzflotte                               | 第三特務艦隊, Dai-San Tokumu Kantai  | 13. April 1917    | 12. Dezember 1917  | Flotte für den uneingeschränkten U-Boot-Krieg im Ersten Weltkrieg. Am 13. April 1917 von der 4. Division aufgestellt.               |

## Schlachtordnung der Kaiserlich Japanischen Marine
Diese Diagramme decken nur Flotten ab. Marinebezirke, Wachbezirke, Divisionen, Flottillen, Staffeln, Abteilungen und andere Verbände wurden weggelassen.

### Meiji-Zeit
- 9. März 1869 (Boshin-Krieg)

| Nördliche Expeditionsflotte |

- 28. Juli 1870

| Flottille für den Hafen Yokohama | Flottille für den Hafen von Hyōgo | Flottille für den Hafen von Nagasaki |

- 18. Mai 1872

| Mittlere Flotte |

- 28. Oktober 1875

| Ostflotte | Westflotte |

- 28. Januar 1877 (Satsuma-Rebellion)

| Marinedistrikt Nord |
| Mittlere Flotte     |

- 28. Dezember 1885

| Stationäre Flottille |

- 29. Juli 1889

| Stationäre Flotte |

#### Erster Japanisch-Chinesischer Krieg
- 29. Juli 1894

| Kombinierte Flotte |                |
| Stationäre Flotte  | Westmeerflotte |

#### Russisch-Japanischer Krieg
- 6. Februar 1905 (Seeschlacht bei Tsushima)

| Kombinierte Flotte |           |           |
| 1. Flotte          | 2. Flotte | 3. Flotte |

| Spezialeinsatzflotte |

### Taishō-Zeit

#### Erster Weltkrieg
- 13. April 1917

| 1. Flotte | 2. Flotte | 3. Flotte |

| 1. Spezialeinsatzflotte | 2. Spezialeinsatzflotte | 3. Spezialeinsatzflotte |

### Shōwa-Zeit

#### Zweiter Japanisch-Chinesischer Krieg
- 10. Oktober 1937

| Kombinierte Flotte |           |
| 1. Flotte          | 2. Flotte |

| China-Regionalflotte |           |
| 3. Flotte            | 4. Flotte |

#### Pazifikkrieg (Zweiter Weltkrieg)
- 10. Dezember 1941

| Kombinierte Flotte |           |           |           |           |           |               |                |                            |
| 1. Flotte          | 2. Flotte | 3. Flotte | 4. Flotte | 5. Flotte | 6. Flotte | 1. Luftflotte | 11. Luftflotte | Südliche Expeditionsflotte |

| Chinesische Regionalflotte       |                                  |                                  |
| 1. Chinesische Expeditionsflotte | 2. Chinesische Expeditionsflotte | 3. Chinesische Expeditionsflotte |

##### Umgruppierungen vor der Schlacht in der Philippinensee
- 1. April 1944

| Kombinierte Flotte | Kombinierte Flotte | Kombinierte Flotte | Kombinierte Flotte | Kombinierte Flotte            | Kombinierte Flotte            | Kombinierte Flotte            | Kombinierte Flotte            | Kombinierte Flotte | Kombinierte Flotte | Kombinierte Flotte | Kombinierte Flotte | Kombinierte Flotte | Kombinierte Flotte | Kombinierte Flotte   | Kombinierte Flotte   | Geleitflotte |
| 1. Mobile Flotte   | 1. Mobile Flotte   | 1. Luftflotte      | 5. Flotte          | Südwestflotte                 | Südwestflotte                 | Südwestflotte                 | Südwestflotte                 | Südwestflotte      | Südwestflotte      | Südostflotte       | Südostflotte       | Nordostflotte      | Nordostflotte      | Zentralpazifikflotte | Zentralpazifikflotte | Geleitflotte |
| 2. Flotte          | 3. Flotte          | 1. Luftflotte      | 5. Flotte          | 1. Südliche Expeditionsflotte | 2. Südliche Expeditionsflotte | 3. Südliche Expeditionsflotte | 4. Südliche Expeditionsflotte | 9. Flotte          | 13. Luftflotte     | 8. Flotte          | 11. Luftflotte     | 5. Flotte          | 12. Luftflotte     | 4. Flotte            | 14. Luftflotte       | Geleitflotte |

| Chinesische Regionalflotte       |
| 2. Chinesische Expeditionsflotte |

##### Umgruppierungen nach der Operation Ten-gō
- 29. Mai 1945

| Südwestflotte                 | Südostflotte | Südostflotte   | Oberstes Marinehauptquartier | Oberstes Marinehauptquartier | Oberstes Marinehauptquartier | Oberstes Marinehauptquartier | Oberstes Marinehauptquartier | Oberstes Marinehauptquartier | Oberstes Marinehauptquartier | Oberstes Marinehauptquartier | Oberstes Marinehauptquartier  | Oberstes Marinehauptquartier  | Oberstes Marinehauptquartier | Oberstes Marinehauptquartier     | Oberstes Marinehauptquartier |
| 3. Südliche Expeditionsflotte | 8. Flotte    | 11. Luftflotte | Kombinierte Flotte           | Kombinierte Flotte           | Kombinierte Flotte           | Kombinierte Flotte           | Kombinierte Flotte           | Kombinierte Flotte           | Kombinierte Flotte           | Kombinierte Flotte           | Kombinierte Flotte            | Kombinierte Flotte            | Kombinierte Flotte           | Chinesische Regionalflotte       | Geleitflotte                 |
| 3. Südliche Expeditionsflotte | 8. Flotte    | 11. Luftflotte | 4. Flotte                    | 6. Flotte                    | 7. Flotte                    | 1. Luftflotte                | 3. Luftflotte                | 5. Luftflotte                | 10. Luftflotte               | 12. Luftflotte               | 10. Regionalflotte            | 10. Regionalflotte            | 10. Regionalflotte           | 2. Chinesische Expeditionsflotte | 1. Geleitflotte              |
| 3. Südliche Expeditionsflotte | 8. Flotte    | 11. Luftflotte | 4. Flotte                    | 6. Flotte                    | 7. Flotte                    | 1. Luftflotte                | 3. Luftflotte                | 5. Luftflotte                | 10. Luftflotte               | 12. Luftflotte               | 1. Südliche Expeditionsflotte | 2. Südliche Expeditionsflotte | 13. Luftflotte               | 2. Chinesische Expeditionsflotte | 1. Geleitflotte              |